# 保罗·尼古拉斯·阿吉拉尔
保羅·尼高拉斯·艾古拿·羅渣士（Paul Nicolás Aguilar Rojas，1986年3月6日—）是一名墨西哥足球运动员，目前效力瓜達拉哈拉，現正隨國家隊征戰2010年世界盃。